# Itch
Itch ist die zweite EP der britischen Alternative-Rock-Band Radiohead. Sie wurde am 1. Juni 1994 veröffentlicht und besteht aus akustischen und alternativen Versionen und Liveaufnahmen. Nur der Song „Faithless, the Wonder Boy“ ist eine Originalversion. Die EP wurde später in die Deluxe Edition von Pablo Honey eingefügt.

## Geschichte
| Medium       | Rating                                                              |
| ------------ | ------------------------------------------------------------------- |
| Sputnikmusic | 3.1/5                                                               |
| Allmusic     | Sternsymbol · Sternsymbol · Sternsymbol · Sternsymbol · Sternsymbol |

Der erste Song der EP ist die US-amerikanische Version der Single „Stop Whispering“, die von Chris Sheldon remixt wurde. Sie enthält Streicher sowie akustische Gitarren und zeichnet sich durch ein langsameres Tempo aus. Der zweite Song, „Thinking About You“, wurde von der EP Drill übernommen, er ist eine elektrische, an Punkrock angelehnte Demoversion eines später für Pablo Honey akustisch eingespielten Songs.
„Faithless, the Wonder Boy“ ist die einzige Originalversion und war zum Zeitpunkt der Veröffentlichung von Itch bereits auf der Single „Anyone Can Play Guitar“ enthalten war. „Banana Co.“ wurde von der Single „Pop is Dead“ übernommen, er wurde später für „Street Spirit (Fade Out)“ ein weiteres Mal aufgenommen. Die auf Itch vertretene Version wurde auf der Radiostation Signal One aufgenommen.
Die Liveversionen von „Killer Cars,“ „You,“ und „Vegetable“ waren bis zum Erscheinen von Itch nur auf der extrem raren 12-inch der Single „Creep“ enthalten. Die drei Songs wurden am 30. Juni 1993 in Chicago aufgenommen. Der achte und letzte Song, eine akustische Version von „Creep“, wurde am 13. Juni 1993 in den KROQ-Studios in Los Angeles aufgenommen und ein Jahr später in die EP My Iron Lung inkludiert.

## Titelliste
1. „Stop Whispering“ (US-amerikanische Version) – 4:13
2. „Thinking About You“ (von der EP Drill) – 2:17
3. „Faithless, the Wonder Boy“ – 4:09
4. „Banana Co.“ (akustisch) – 2:27
5. „Killer Cars“ (live) – 2:17
6. „Vegetable“ (live) – 3:12
7. „You“ (live) – 3:38
8. „Creep“ (akustisch) – 4:19